# WTA-toernooi van Taiwan
Het WTA-toernooi van Taiwan was een jaarlijks terugkerend tennistoernooi voor vrouwen dat (na één jaar te hebben gelopen in Kaohsiung) in 2017 en 2018 werd georganiseerd in de Taiwanese hoofdstad Taipei. De officiële naam van het toernooi was Taiwan Open.
De WTA organiseerde het toernooi, dat in de categorie "International" viel en in 2016 werd gespeeld op de hardcourt-buitenbanen van het Yangming Tennis Center in Kaohsiung. In 2017 waren de hardcourt-binnenbanen van de Taipei Arena de plaats van handeling. In 2018 was dit verplaatst naar het Heping Basketball Gymnasium.
In 2016 vond het toernooi voor het eerst plaats. Het was het eerste internationale tennistoernooi (zowel WTA als ATP), hoger dan het Challenger-niveau, dat in Taiwan is georganiseerd.
In 2019 werd het opgevolgd door het WTA-toernooi van Hua Hin.

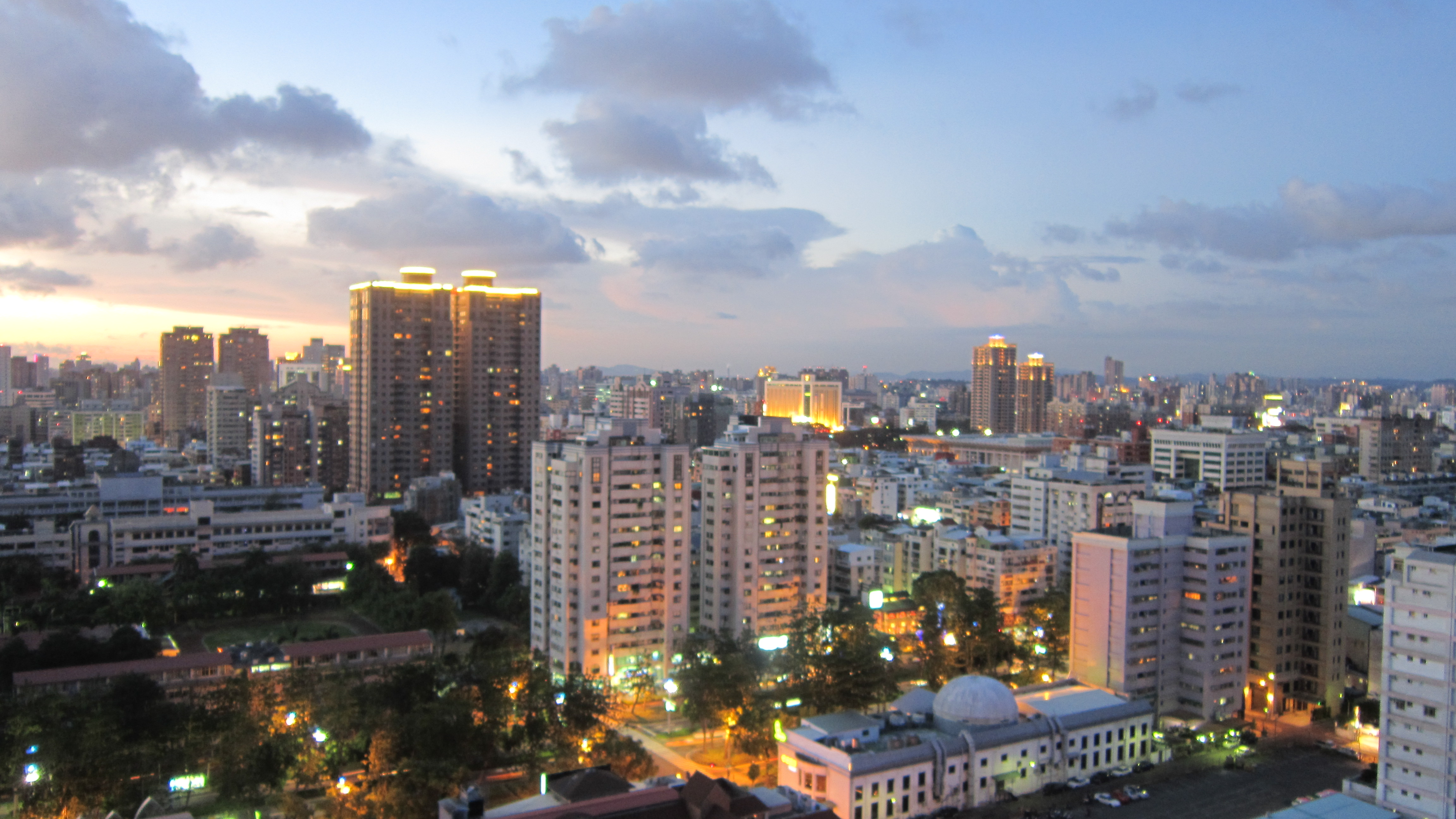
Lingya District in Kaohsiung

## Finales

### Enkelspel
| Datum      | Naam        | Cat.          | ($)     | Ondergrond        | Winnares        | Verliezend finaliste | Uitslag  |         |
| ---------- | ----------- | ------------- | ------- | ----------------- | --------------- | -------------------- | -------- | ------- |
| 2016-02-08 | Taiwan Open | International | 500.000 | hardcourt, buiten | Venus Williams  | Misaki Doi           | 6-4, 6-2 | details |
| 2017-01-30 | Taiwan Open | International | 250.000 | hardcourt, binnen | Elina Svitolina | Peng Shuai           | 6-3, 6-2 | details |
| 2018-01-29 | Taiwan Open | International | 250.000 | hardcourt, binnen | Tímea Babos     | Kateryna Kozlova     | 7-5, 6-1 | details |

### Dubbelspel
| Datum      | Naam        | Cat.          | ($)     | Ondergrond        | Winnaressen                  | Verliezend finalistes             | Uitslag  |         |
| ---------- | ----------- | ------------- | ------- | ----------------- | ---------------------------- | --------------------------------- | -------- | ------- |
| 2016-02-08 | Taiwan Open | International | 500.000 | hardcourt, buiten | Chan Hao-ching Chan Yung-jan | Eri Hozumi Miyu Kato              | 6-4, 6-3 | details |
| 2017-01-30 | Taiwan Open | International | 250.000 | hardcourt, binnen | Chan Hao-ching Chan Yung-jan | Lucie Hradecká Kateřina Siniaková | 6-4, 6-2 | details |
| 2018-01-29 | Taiwan Open | International | 250.000 | hardcourt, binnen | Duan Yingying Wang Yafan     | Nao Hibino Oksana Kalasjnikova    | 7-6, 7-6 | details |